# Eleição municipal de Angra dos Reis em 2024
A eleição municipal da cidade brasileira de Angra dos Reis em 2024 ocorreu no dia 6 de outubro (primeiro turno) com o objetivo de eleger um prefeito, um vice-prefeito e 14 vereadores responsáveis pela administração da cidade no mandato a se iniciar em 1° de janeiro de 2025 e com término em 31 de dezembro de 2028. O prefeito titular era Fernando Jordão, do MDB, eleito em 2020 para seu segundo mandato seguido. Conforme a legislação eleitoral, Fernando não esteve apto a disputar sua reeleição.
No primeiro turno, Cláudio Ferreti, candidato pelo MDB, foi eleito com 40.681 votos (42,41% dos votos válidos), tendo em seguida Renato Araújo, candidato pelo PL, com 39.579 (41,27%).

## Calendário eleitoral
| Início        | Fim           | Atividades | Status    |
| ------------- | ------------- | --- | --------- |
| 7 de março    | 5 de abril    | Janela partidária para vereadores trocarem de partido visando concorrer às eleições sem perder o mandato. | Realizado |
| 6 de abril    | 6 de abril    | Data-limite para todas as legendas e federações partidárias obterem o registro dos estatutos no TSE e para todos os candidatos terem domicílio eleitoral na circunscrição em que desejam disputar as eleições com a filiação deferida pelo partido. | Realizado |
| 15 de maio    | 15 de maio    | Início da campanha de arrecadação prévia de recursos na modalidade de financiamento coletivo para pré-candidatos, sem realização de pedidos de voto e obedecendo a regras relativas à propaganda eleitoral na Internet.                             | Realizado |
| 20 de julho   | 5 de agosto   | Realização de convenções partidárias para deliberar sobre coligações e escolher candidatos às prefeituras e aos cargos de vereador. Os partidos têm até 15 de agosto para registrar os nomes na Justiça Eleitoral.                                  | Realizado |
| 16 de agosto  | 16 de agosto  | Início das campanhas eleitorais de forma igualitária, podendo qualquer publicidade ou manifestação com pedido explícito de voto antes da data ser considerada irregular e multada.                                                                  | Realizado |
| 30 de agosto  | 3 de outubro  | Veiculação da propaganda eleitoral gratuita no rádio e na televisão. | Realizado |
| 6 de outubro  | 6 de outubro  | Realização do primeiro turno das eleições municipais. | Realizado |
| 11 de outubro | 25 de outubro | Veiculação da propaganda eleitoral gratuita no rádio e na televisão para o segundo turno. | Realizado |
| 27 de outubro | 27 de outubro | Realização de um eventual segundo turno nas cidades com mais de 200 mil eleitores em que o candidato a prefeito mais votado não tenha atingido a metade mais um dos votos válidos.                                                                  | Realizado |

## Candidatos à prefeitura
| Nº | Prefeito  | Prefeito          | Prefeito            | Prefeito                                                      | Vice-prefeito(a) | Vice-prefeito(a) | Vice-prefeito(a)      | Vice-prefeito(a)    | Vice-prefeito(a)                         | Coligação                                                                   | Ref.              |
| Nº | Candidato | Candidato         | Partido Federação   | Cargos relevantes                                             | Candidato(a)     | Candidato(a)     | Candidato(a)          | Partido Federação   | Cargos relevantes                        | Coligação                                                                   | Ref.              |
| -- | --------- | ----------------- | ------------------- | ------------------------------------------------------------- | ---------------- | ---------------- | --------------------- | ------------------- | ---------------------------------------- | --------------------------------------------------------------------------- | ----------------- |
| 10 |           | Zé Augusto        | Republicanos        | - Vereador de Angra dos Reis (2016–2020)                      |                  |                  | Luís Gustavo          | PRTB                | - Médico                                 | Angra Pode Mais - Republicanos - PRTB - PSD - PMB                           | [ 6 ] [ 7 ]       |
| 15 |           | Cláudio Ferreti   | MDB                 | - Secretário de Governo e Relações Institucionais (2021–2024) |                  |                  | Jorge Eduardo Mascote | PP                  | - Vereador de Angra dos Reis (2013–2016) | Angra no Caminho Certo - MDB - PP - PODE - PRD - Agir - Solidariedade - PDT | [ 6 ] [ 8 ] [ 9 ] |
| 22 |           | Renato Araújo     | PL                  | - Empresário                                                  |                  |                  | Karina Caldas         | PL                  | Não possui                               | Angra para Todos - PL - NOVO                                                | [ 6 ] [ 10 ]      |
| 44 |           | Venissius Barbosa | UNIÃO               | - Empresário                                                  |                  |                  | Veronica Inacio       | PSB                 | - Outros                                 | Para quem mora em Angra - UNIÃO - PSB - Avante                              | [ 6 ] [ 11 ]      |
| 50 |           | Rafael Ribeiro    | PSOL Fed. PSOL REDE | - Engenheiro agrônomo                                         |                  |                  | Cida dos Remédios     | PSOL Fed. PSOL REDE | - Outros                                 | Sem coligação                                                               | [ 12 ] [ 13 ]     |

### Desistência
- Luiz Sérgio (PT) – Prefeito de Angra dos Reis (1993–1996). Teve sua candidatura retirada após a sigla decidir apoiar Cláudio Ferreti informalmente.[14]

## Pesquisas pré-eleitorais
As pesquisas buscam analisar como seria o resultado da eleição se ela ocorresse no dia em que os dados dos entrevistados foram coletados, não tendo como objetivo pela porcentagem de confiança, prever o resultado final da eleição.

### Primeiro turno
| Fonte         | Data(s) conduzida(s) | Amostragem | Ferreti MDB      | Araújo PL            | Augusto Republicanos | Sérgio PT | Barbosa UNIÃO | Abst. Indec. | Vantagem | Ref.   |       |      |      |     |     |       |
| ------------- | -------------------- | ---------- | ---------------- | -------------------- | -------------------- | --------- | ------------- | ------------ | -------- | ------ | ----- | ---- | ---- | --- | --- | ----- |
| Fonte         | Data(s) conduzida(s) | Amostragem | Paraná Pesquisas | 27/Abr – 02/Mai/2024 | 700                  | 34,9%     | 19,9%         | Abst. Indec. | Vantagem | Ref.   | 17,7% | 6,9% | 6,6% | 14% | 25% | [ 8 ] |
| Prefab Future | 13/Mai/2024          | 805        | 22,2%            | 10,4%                | 14,7%                | 4,8%      | 9,7%          | 38,2%        | 7,5%     | [ 15 ] |       |      |      |     |     |       |

## Resultados
Fonte: TSE
| Candidato a prefeito    | Candidato a prefeito      | Candidato(a) a vice-prefeito(a) | Primeiro turno 6 de outubro de 2024 | Primeiro turno 6 de outubro de 2024 |
| Candidato a prefeito    | Candidato a prefeito      | Candidato(a) a vice-prefeito(a) | Votação                             | Votação                             |
| Candidato a prefeito    | Candidato a prefeito      | Candidato(a) a vice-prefeito(a) | Total                               | %                                   |
| ----------------------- | ------------------------- | ------------------------------- | ----------------------------------- | ----------------------------------- |
|                         | Cláudio Ferreti (MDB)     | Jorge Eduardo Mascote (PP)      | 40.681                              | 42,41%                              |
|                         | Renato Araújo (PL)        | Karina Caldas (PL)              | 39.579                              | 41,27%                              |
|                         | Zé Augusto (Republicanos) | Luís Gustavo (PRTB)             | 9.130                               | 9,52%                               |
|                         | Venissius (UNIÃO)         | Veronica Inacio (PSB)           | 5.380                               | 5,61%                               |
|                         | Rafael Ribeiro (PSOL)     | Cida dos Remédios (PSOL)        | 1.142                               | 1,19%                               |
| Total de votos válidos  | Total de votos válidos    | Total de votos válidos          | 95.912                              | 93%                                 |
| → Votos brancos         | → Votos brancos           | → Votos brancos                 | 3.108                               | 3,01%                               |
| → Votos nulos           | → Votos nulos             | → Votos nulos                   | 4.110                               | 3,99%                               |
| Total de votos          | Total de votos            | Total de votos                  | 103.130                             | 75,13%                              |
| → Abstenções            | → Abstenções              | → Abstenções                    | 34.145                              | 24,87%                              |
| Eleitores aptos a votar | Eleitores aptos a votar   | Eleitores aptos a votar         | 137.275                             | 137.275                             |

## Pós-eleição
O ex-presidente Jair Bolsonaro gravou um vídeo para suas redes sociais ao lado de seu candidato derrotado desta eleição, Renato Araújo (PL), acusando o prefeito eleito, Claúdio Ferreti (MDB), de usar sua imagem sem sua autorização durante a campanha dele em santinhos e usar a estrutura da prefeitura para coagir, ameaçar e perseguir empresários e servidores públicos em prol desse prefeito eleito, além de usar a chapa para burlar a legislação para ganhar as eleições. Por fim, Bolsonaro pediu novas eleições na cidade.
Antes disso, Jair Bolsonaro denunciou à Polícia Federal os panfletos de campanha irregulares, assim, mandatos de busca e apreensão foram cumpridos na gráfica e na base da campanha do prefeito eleito, onde foram encontrados os santinhos mencionados por ele.